# 瓜亞蒂里火山
瓜亞蒂里火山是智利的火山，位於該國北部，毗鄰與玻利維亞接壤的邊境，屬於安第斯山脈的一部分，海拔高度6,071米，最近一次火山噴發在1960年發生。